# Čadramski potok
Čádramski pôtok (tudi Čádramščica) je levi pritok Oplotniščice iz osrednjega dela Pohorja. Izvira na južnem pobočju pod Sv. Tremi kralji na Pohorju in teče proti jugu po sprva razmeroma plitvi grapi, ki navzdol postaja vse globlja in strmejša. Nad vasjo Čadram izstopi iz grape in od tu naprej teče proti jugovzhodu po razmeroma široki naplavni ravnici, vse do izliva v Oplotniščico tik nad štajersko avtocesto.
Na jožefinskem vojaškem zemljevidu (1763–1787) se potok imenuje Bach Tschadra, na mlajšem francjožefovskem zemljevidu pa Tschadram B.(ach). Na prvem zemljevidu je tok potoka zarisan povsem drugače kot današnji: od Čadrama naj bi tekel naravnost proti jugu in bi se izlival v Oplotniščico pri Dobriški vasi. To je napaka, saj je vmes med potokoma 5–10 m višja starejša terasa (Partovec), na kateri pa ni nobenih sledov o tem toku. Tudi na nekaj desetletij mlajšem franciscejskem zemljevidu je tok potoka zarisan v sedanji smeri.
Na vseh državnih zemljevidih se ime potoka navaja v obliki Čadramski potok, tu in tam, a razmeroma redko, se v neuradni rabi pojavlja tudi oblika Čadramščica. 
Potok teče po dveh povsem različnih pokrajinah, zato je tudi velika razlika med zgornjim tokom nad Čadramom in pod vasjo. Izvir ima v granodioritu osrednjepohorskega magmatskega masiva, nato teče proti jugu po metamorfnih kamninah, najprej po blestniku in nato gnajsu. V te kamnine si je vrezal grapo, po kateri teče večinoma po živoskalni podlagi in mestoma po lastnih naplavinah.
Pri vasi Čadram potok izstopi iz Pohorja in od tu naprej teče po dnu Konjiške kotline, ki je zapolnjena s pliocenskimi in kvartarnimi naplavinami. V tem delu se hudourniški potok spremeni v značilen ravninski potok z majhnim strmcem in nekoč vijugastim tokom po razmeroma široki in mokrotni naplavni ravnici. Med to ravnico in ravnico ob Oplotniščici je ohranjen nekaj metrov višji svet, ki je po nastanku starejši vršaj Oplotniščice in njenih pritokov iz zadnje ledene dobe in je kljub ravnemu površju ostal večinoma pod gozdom.
Zgornji del potoka je v celoti ohranjen v naravnem stanju, saj teče večinoma skozi gozd. Ta del doline je neposeljen, vanjo sega le nekaj manjših lokalnih in gozdnih cest. Skozi Čadram teče potok tesno med hišami po umetno preoblikovani strugi, obloženi s kamnitimi brežinami. Tudi pod vasjo teče potok po umetno preurejeni strugi, ki le deloma posnema nekdanje vijuganje potoka po naplavni ravnici. Mestoma so brežine obrasle z obvodnim rastlinjem, drugje segajo njive in travniki prav do golih brežin. Čisto v spodnjem toku pod vasjo Zgornje Grušovje so potok zaradi štajerske avtoceste preusmerili, tako da se danes izliva v Oplotniščico pod vasjo Tepanje, tik pred mostom na avtocesti. Na starih zemljevidih je dobro vidno, da je potok tekel prej še nekoliko dlje proti jugu in se je izlival v Oplotniščico šele pri vasi Perovec.
Zgornji del porečja Čadramskega potoka sega v varovano območje Natura 2000 (Pohorje). Pod vasjo Kebelj je ob potoku ohranjen Klemenclov mlin, nekoč je bilo tudi ob tem potoku več manjših mlinov in kovačij.